# Ctenochares bicolorus
Ctenochares bicolorus là một loài tò vò trong họ Ichneumonidae.